# モルック普及委員会
モルック普及委員会（モルックふきゅういいんかい）は、一般財団法人奈良市総合財団内のグループの一つ。

## 来歴
一般財団法人奈良市総合財団が、2020年初頭から、軽スポーツ普及活動として「モルック」の体験会を定期的に開催。2019年に、翌年からの指定管理の開始に向けて、何か目新しい活動を模索していたところ、ひとりの財団職員がテレビでモルックを行うダウンタウンの浜田雅功を見かけたことで、普及活動を進めたいと提案、実験的に活動を開始した。
活動内容が好評であったため、定期開催に向けて計画を進める。賛同する有志の財団職員の協力も得て本格的な開催にこぎつけた。なお、提案した本人は、2024年9月より、モルック指導員としての活動を開始した。
名称については、「モルックアウト無料体験会」や「目指せ！日本代表！？モルック体験会」などを経て、2021年後半から「モルック普及委員会」として定着し、現在に至る。主に、サッカーの奈良クラブの公式戦の開催日に、鴻ノ池陸上競技場外周の特設コートにて大会を開催している。2023年6月に、一般社団法人日本モルック協会の友好団体として、同財団の「モルック普及委員会」が登録された。
なお、「モルック普及委員会」は、各地のイベントへも積極的に出張しており、2022年8月には、奈良競輪場で開かれた「サマーフェスティバル2022」（2022年8月13日開催）で、6時間あまりの間に143チーム・429人の参加があった。2023年度も「サマーフェスティバル2023」（2023年8月11日開催）に出展することが決まった。また昨年度に引き続き、「コールダックKちゃんと愉快な仲間たちマルシェ」（2024年9月28日開催）に出展を予定していると発表している。
2022年11月にバスケットボールのバンビシャス奈良の公式戦のイベントとして2日間出展。バンビシャス奈良のチームキャラクター「シカッチェ」とのコラボを行った。
2023年度、近隣で活動しているモルックチームと一緒に『鴻ノ池カップ（仮）』の開催に向けて企画を開始。
2024年10月、モルック普及委員会が一般社団法人日本モルック協会の公認団体として登録された。

## モルック鴻ノ池カップ
「第1回記念大会モルック鴻ノ池カップ」が、2023年12月2日（土）にロートフィールド奈良外周の特設会場で開催された。抽選で選ばれた12組のモルッカーにより試合が行われ、「奈良まほろばモルッククラブ」が初代チャンピオンとなった。
第2回大会から、全試合50点のJMA公式ルールブックに準じた内容で全試合が行われるようになった。
また、第4回大会からは、コート数が3コートに増え、参加チームが全18チームになった。モルッカーリの踏み越えのフォルトや37点ルールも運用された。
第6回大会は、同公園内の「ロート第二アリーナ奈良」での屋内開催となり、完全な水平面でのコートが意外と好評だった。
第8回大会は、エントリー締め切り直後に「登美ヶ丘球技場」（土のグラウンド）へ会場が変更されることが発表された。また今大会から、全試合2チーム対戦となり、全24チームで開催された。
大会優勝者の一覧
- 第1回記念大会　2023年12月2日（土）優勝：奈良まほろばモルッククラブ

- 第2回　2024年3月2日（土）優勝：チーム沼んちゅ

- 第3回　2024年6月15日（土）優勝：チームF2（奈良THE MUTUAL チーム）

- 第4回　2024年9月14日（土）優勝：大宮ラBarズ　準優勝：内弁慶　第3位：チャイズ（TYAY'S）

- 第5回　2024年11月30日（土）優勝：チャイズ　準優勝：内弁慶　第3位：スリーメンズハーモニーwith k

- 第6回　2025年3月1日（土）【屋内開催】優勝：内弁慶　準優勝：十戒　第3位：チーム茶山
- 第7回　2025年4月26日（土）優勝：3MH＋　準優勝：リンコーズ　第3位：内弁慶
- 第8回　2025年7月12日（土）【会場変更】優勝：Molterra　準優勝：ブルッちゃ　第3位：3MH　交流戦最多勝：上昇気流